# 佩平角
66°32′S 138°34′E / 66.533°S 138.567°E
佩平角是南極洲的海岬，在1840年由法國探險隊發現，以領隊的妻子命名，由澳大利亞探險隊繪入地圖，現時由南極條約體系管理。